# Cajuata
Cajuata es una localidad y municipio de Bolivia, ubicado en la provincia de Inquisivi del departamento de La Paz.
Se encuentra ubicado a 204 km de la ciudad de La Paz, capital del departamento, y se halla a 1682 metros sobre el nivel del mar. Según el censo nacional de 2012, el municipio de Cajuata cuenta con una población de 10,288 habitantes.

## Antecedentes
El municipio de Cajuata se encuentra ubicado al sureste del Departamento de La Paz, geográficamente está ubicado a los 16º 31’ 10”  Latitud Sud y 67° 08’ 32” y 67° 20’ 15” Longitud Oeste y se encuentra a una altitud de 1682 m.s.n.m.
El municipio de Cajuata, pertenece a la Provincia Inquisivi, la cual se encuentra a 325 km aproximadamente de la ciudad de La Paz, siendo el acceso a través de la carretera interdepartamental (asfaltada) que une la ciudad de La Paz con la población de Konani, de ahí se toma un desvío hacia el municipio pasando por las poblaciones de Tablachaca, Caxata (antes de cruzar la Cordillera Tres Cruces), Quime, Inquisivi, Licoma Pampa hasta llegar a Cajuata.
La otra vía de acceso es a través de la carretera troncal de Sud Yungas, pasando por los pueblos de Chulumani, Irupana, la plazuela que conecta a Miguillas, Circuata, Cajuata.

## Demografía
De acuerdo con el censo boliviano de 2024, la población del municipio de Cajuata es de 15 485 habitantes.
La población del municipio aumentó en un 80% entre 1992 y 2024:
| Año  | Habitantes (municipio) | Fuente |
| ---- | ---------------------- | ------ |
| 1992 | 8.681                  | Censo  |
| 2001 | 7.757                  | Censo  |
| 2012 | 10.288                 | Censo  |
| 2024 | 15.485                 | Censo  |

## Vías de acceso
Existen dos vías de acceso principales a la localidad de Cajuata, entre ellas están las siguientes:
- El primer ingreso es por la población de Unduavi, Yanacachi, Chulumani, Irupana, Miguillas, Lumani, Circuata y finalmente hasta llegar a Cajuata.

- El segundo ingreso es por la población de Conani en la Ruta Oruro-La Paz, pasando por las comunidades de Tabla chaca, Quime, Inquisivi, Licoma, Cheka, Huaritolo y finalmente se llega a Cajuata.